# Hochtief

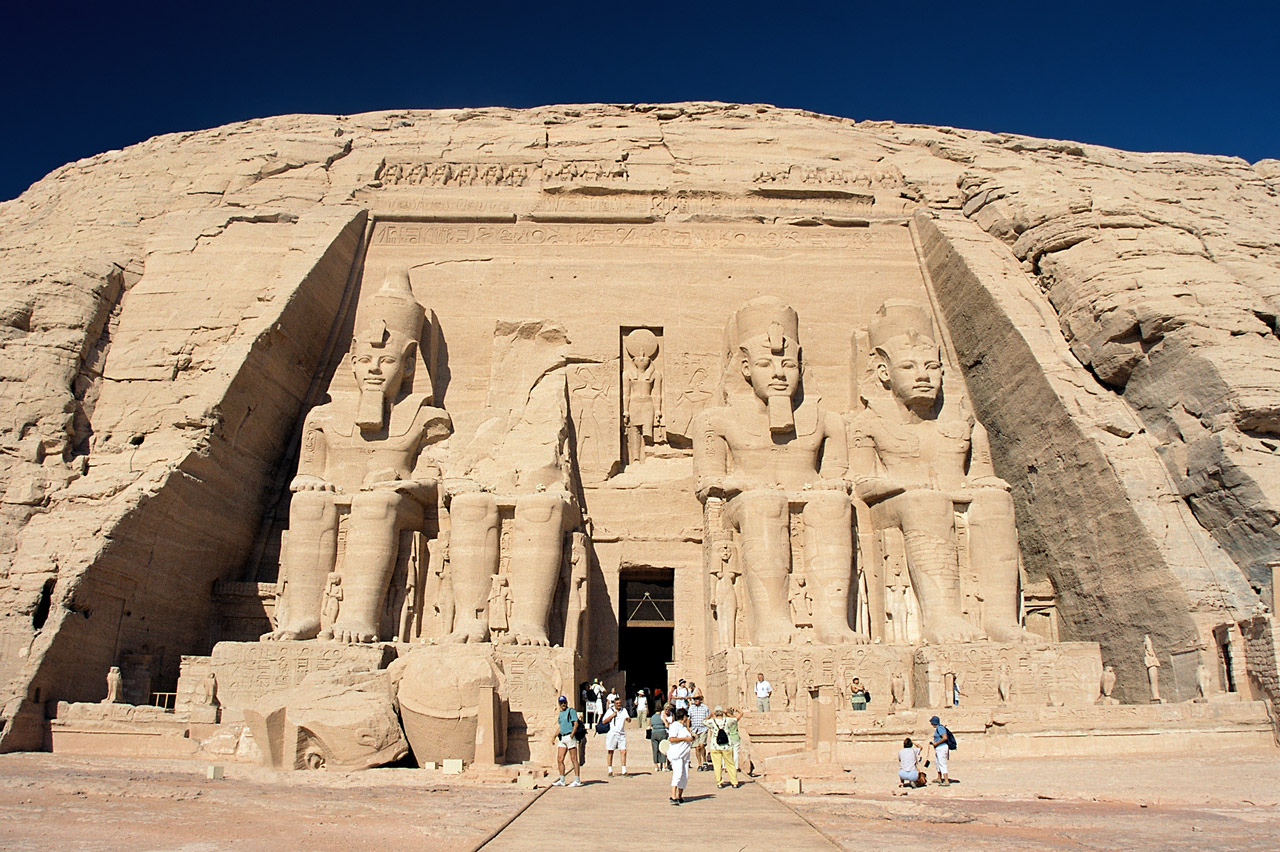
La facciata del tempio maggiore ad Abu Simbel, spostata per sfuggire al crescente Nilo. La collina dietro il tempio è artificiale ed è stata creata per consentire il trasferimento del tempio in una posizione più alta.

Hochtief Aktiengesellschaft è una società edilizia tedesca con sede a Essen, Nord Reno-Westfalia.
Hochtief è la più grande società di costruzioni della Germania e opera a livello globale, classificandosi come una delle più grandi società di costruzioni generali negli Stati Uniti attraverso la sua controllata Turner e in Australia attraverso una partecipazione del 72,683% nel gruppo CIMIC. Nel 2010 impiegava più di 70.000 dipendenti in cinque divisioni aziendali. Uno di questi, Hochtief Concessions, è un importante operatore aeroportuale. Gli altri sono coinvolti nella pianificazione del progetto di costruzione, finanza, costruzione e funzionamento. Il lavoro fatto nel 2010 è stato € 23.230 milioni, con oltre l'80% proveniente da operazioni di fuori della Germania.
La storia dell'azienda risale al 1874 e comprende imprese ingegneristiche come il trapianto dei templi rupestri di Abu Simbel in Egitto (salvandoli dall'ascesa del fiume Nilo causata dalla diga di Assuan), e progetti infrastrutturali come il nuovo Aeroporto internazionale di Atene e prima centrale nucleare della Germania. È anche noto per il suo coinvolgimento con il movimento Bauhaus,  particolare per il suo lavoro nella miniera di carbone dello Zollverein e per la ricostruzione del Kandinsky -Casa Klee a Dessau, entrambi Siti del patrimonio mondiale Unesco. Durante la seconda guerra mondiale impiegò il lavoro forzato nei progetti di costruzione. Ha costruito il Führerbunker a Berlino, luogo del suicidio di Adolf Hitler, così come la casa di Hitler a Berghof e il quartier generale della Tana del Lupo. Costruzioni più recenti sono il ponte sul Bosforo (Turchia), l'Aeroporto Internazionale di Gedda-Re Abd al-Aziz (Arabia Saudita) e la Messeturm e la Commerzbank Tower a Francoforte sul Meno.
Alla fine del 2010, la società di costruzioni spagnola Grupo ACS, che già possedeva una quota del 30% di Hochtief, ha lanciato un'offerta che avrebbe consentito ad ACS di acquisire un ulteriore 20% di Hochtief. L'offerta è stata approvata dall'Autorità federale di vigilanza finanziaria tedesca (BaFin) il 29 novembre 2010. ACS ha aumentato la sua partecipazione in Hochtief al 50,16% nel giugno 2011, assumendo effettivamente il controllo di Hochtief.

## Cronologia dei progetti di costruzione notevoli
- 1927-1932: Miniere di carbone dello Zollverein (Shaft XII), Essen
- 1928-1929: Echelsbach Bridge, vicino Echelsbach, Baviera
- 1929-1931: Schluchsee Dam, Schluchsee, Foresta Nera
- 1930-1934: Canale Alberto, Belgio
- 1938-1945: Progetto include il Westwall e le difese Vallo Atlantico, il Berghof di Hitler, la Tana del Lupo e il Führerbunker
- 1946-1949: Bonn University Hospital, Bonn
- 1952-1956: Sariyar Hydroelectric plant, Ankara, Turchia
- 1958-1961: Kahl Nuclear Power Plant, Dettingen am Main
- 1960-1969: Hernandarias Subfluvial Tunnel, Argentina
- 1961-1963: Hilton Hotel, Atene, Grecia
- 1963-1968: Ricollocazione del Tempio di Abu Simbel, Egitto[4]

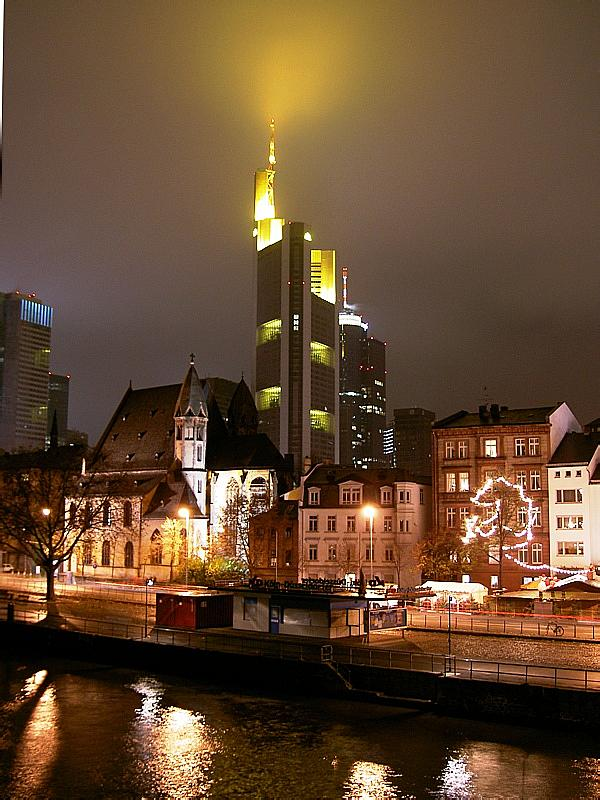
The Commerzbank Tower si eleva sopra il Messeturm

- 1969-1975: New Elbe Tunnel, Amburgo
- 1970-1974: Bosphorus Bridge, Turchia
- 1974-1981: King Abdulaziz International Airport, Jeddah, Arabia Saudita[5]
- 1981-1984: Mosul Dam, Iraq
- 1984-1985: Messe Torhaus, Frankfurt am Main[5]
- 1988-1991: Messeturm, Frankfurt am Main[6]
- 1990-1992: Terminal One, Aeroporto di Varsavia, Polonia
- 1994-1996: Commerzbank Tower, Frankfurt am Main[7]
- 1996-2000: Athens International Airport, Grecia
- 1998-2000: Restauro della casa Kandinsky-Klee, Dessau
- 2004: Katima Mulilo Bridge, Zambia e Namibia[8]
- 2005-2008: Dnipro Stadium, Ucraina[9]
- 2007: Ponte sul Canale di Chacao inizio dei lavori
- 2008: Opera Krakowska, Cracovia, Polonia[10]
- 2014–oggi: Espansione del King Khalid International Airport, Riyadh, Arabia Saudita[11]

## Gallery

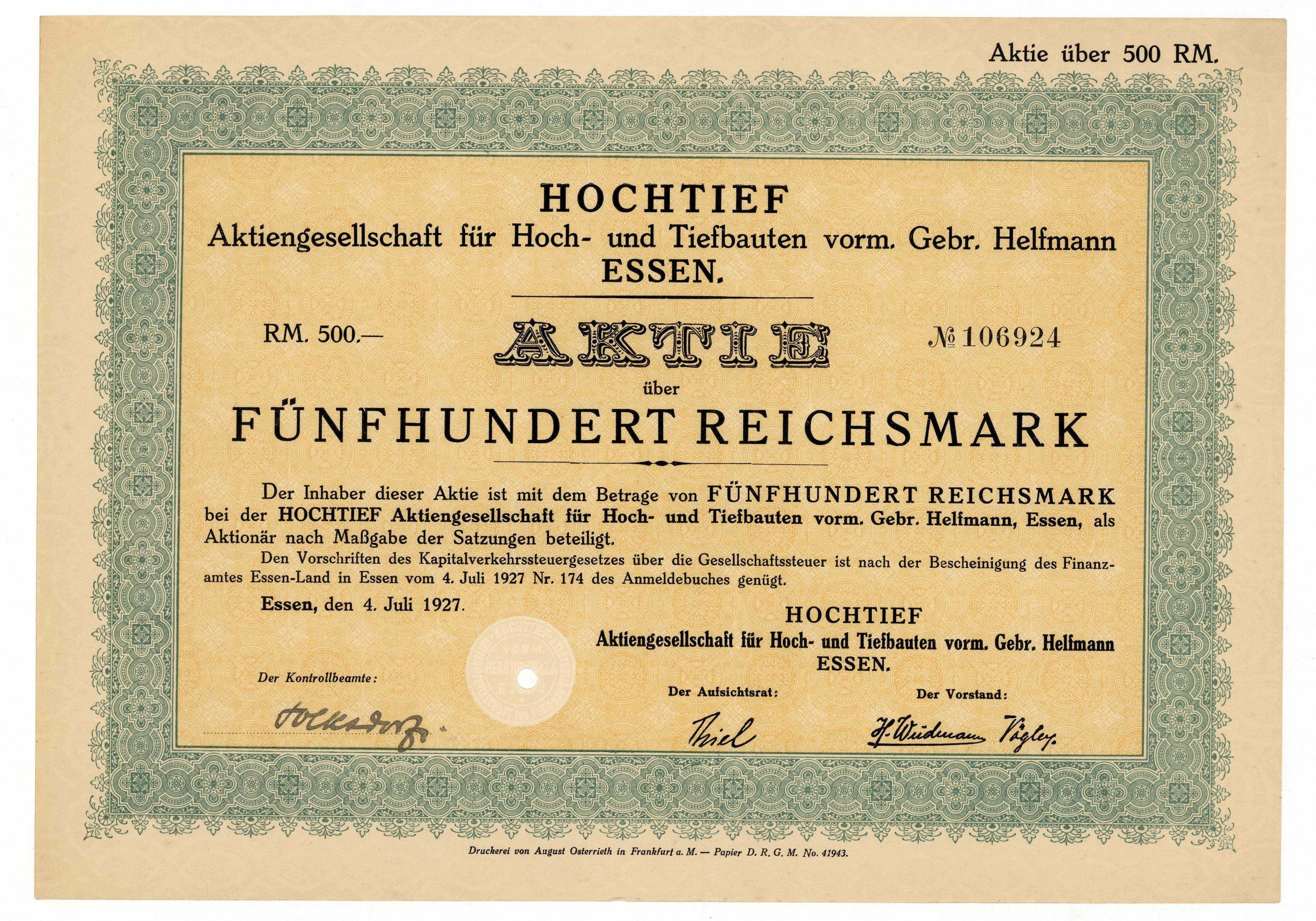
Azione della Hochtief AG, rilasciata il 4 Luglio 1927
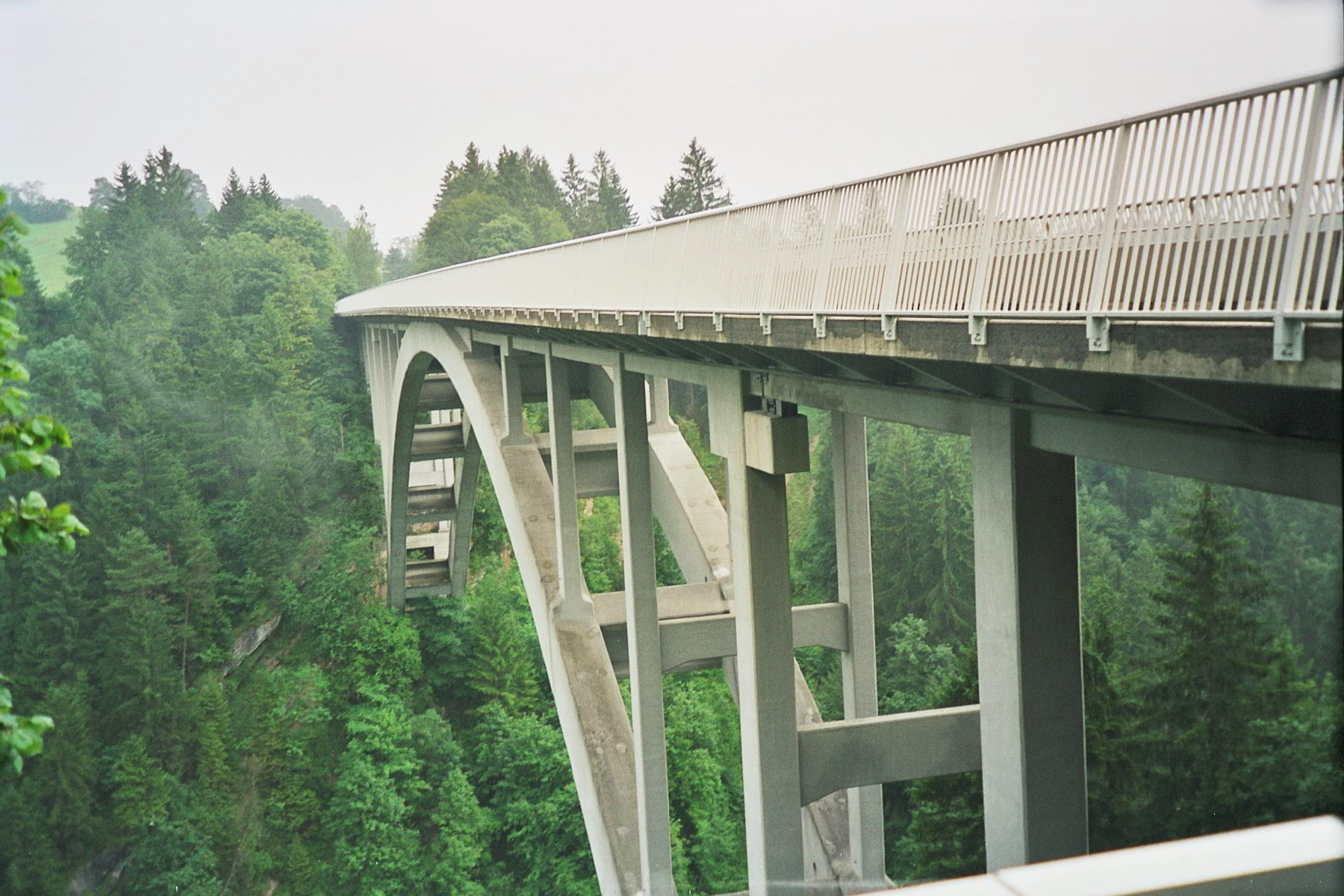
Echelsbach Bridge, completato 1929
Shaft XII al Zollverein colliery è stato chiamato Schacht "Albert Vögler"
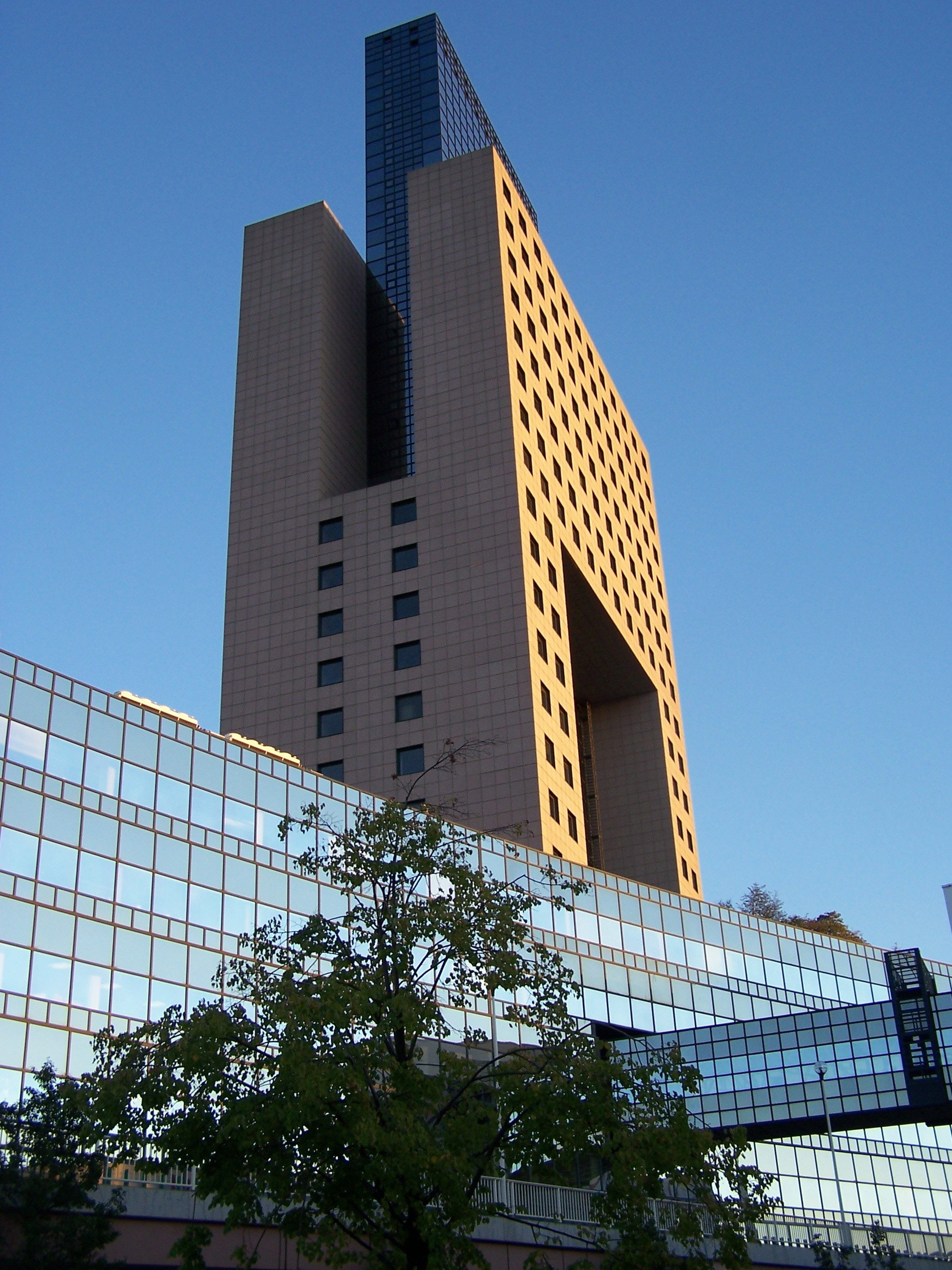
The radical Messe Torhaus in Francoforte
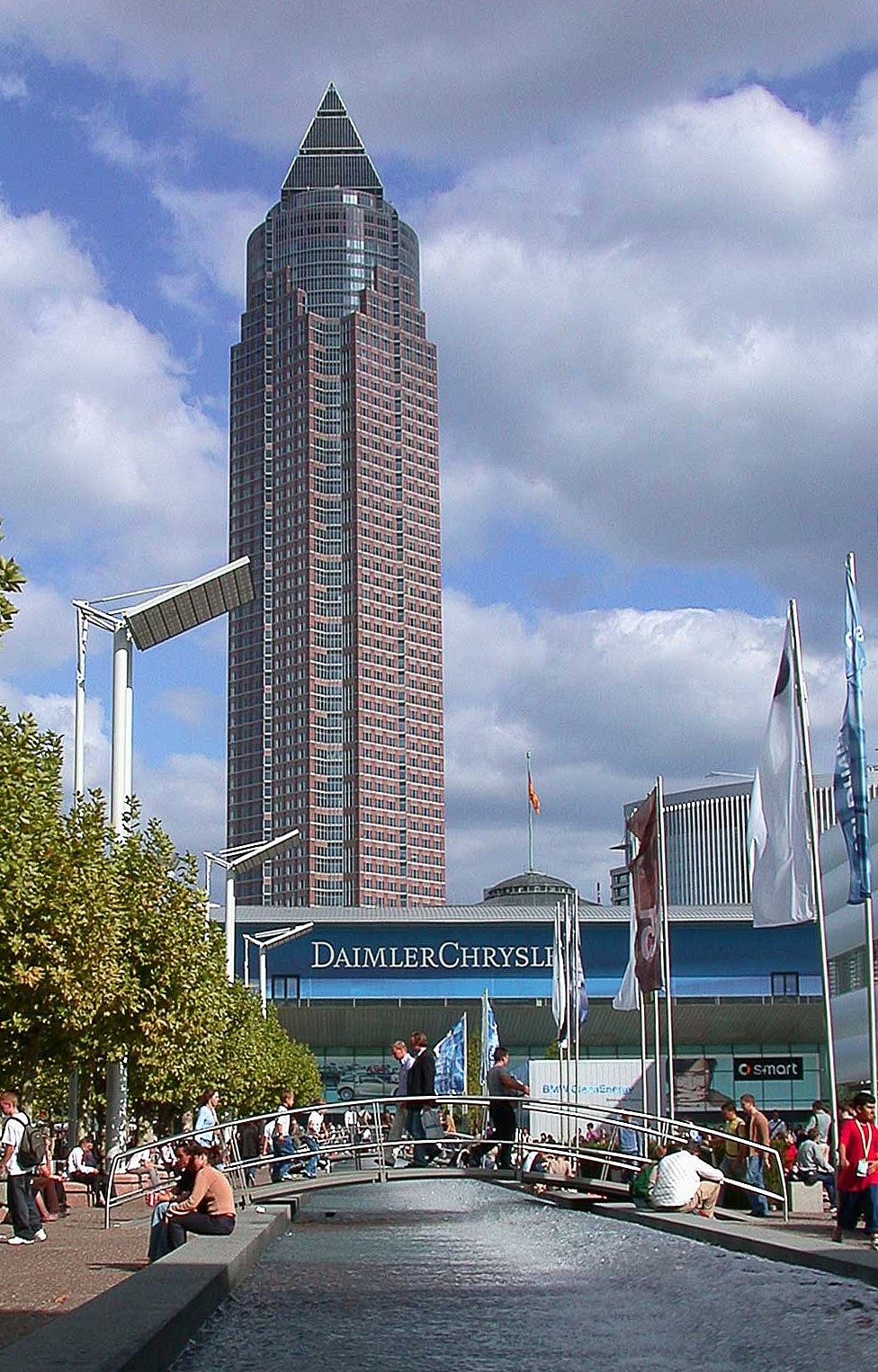
Messeturm a Francoforte completato nel 1991